# 1947 en journalisme
Cet article présente les faits marquants de l'année 1947 en journalisme.

## Évènements
- Création du magazine Der Spiegel[1].